# Blood Relatives
Blood Relatives (Frans: Les Liens de sang) is een Canadees-Franse misdaadfilm uit 1978 onder regie van Claude Chabrol.

## Verhaal
Patricia geeft de moord op haar nichtje Muriel aan op het politiebureau van Montreal. Haar getuigenis doet denken aan een lustmoord, maar het politieonderzoek wijst al gauw in de richting van een gezinstragedie. 

## Rolverdeling
| Acteur            | Personage          |
| ----------------- | ------------------ |
| Donald Sutherland | Inspecteur Carella |
| Aude Landry       | Patricia           |
| Lisa Langlois     | Muriel             |
| Laurent Malet     | Andrew             |
| Stéphane Audran   | Mevrouw Lowery     |
| Walter Massey     | Mijnheer Lowery    |
| Micheline Lanctôt | Mevrouw Carella    |
| Donald Pleasence  | James Doniac       |
| David Hemmings    | Armstrong          |
| Ian Ireland       | Klinger            |
| Guy Hoffman       | Priester           |
| Marguerite Lemir  | Helen              |
| Gregory Giannis   | Louis Sully        |
| Jan Rooney        | Grootmoeder        |
| Tim Henry         | Kapitein Marriott  |